# Shades of Deep Purple
Shades of Deep Purple е дебютният албум на английската хардрок група Дийп Пърпъл, издаден през 1968 г. Албумът достига 24 място в класацията на Билборд. Любопитно е, че първите няколко минути от „Prelude to Happiness“ са взети от първата част на симфонията на Николай Римски-Корсаков „Шехерезада“ (1888).

### Оригинално издание
1. „And the Address“ (Ричи Блекмор, Джон Лорд) – 4:38
2. „Hush“ (Джо Саут) – 4:24
3. „One More Rainy Day“ (Род Евънс, Лорд) – 3:40
4. a) „Prelude: Happiness“ (Евънс, Блекмор, Ник Симпър, Лорд, Иън Пейс) 
 b) „I'm So Glad“ (Скип Джеймс) – 7:19
5. „Mandrake Root“ (Евънс, Блекмор, Лорд) – 6:09
6. „Help!“ (Джон Ленън, Пол Маккартни) – 6:01
7. „Love Help Me“ (Евънс, Блекмор) – 3:49
8. „Hey Joe“ (Били Робъртс) – 7:33

##### Бонус парчета на пре-издадения диск
1. „Shadows“ (Евънс, Блекмор, Симпър, Лорд, Пейс) – 3:38
2. „Love Help Me“ (инструментал) (Евънс, Блекмор) – 3:29
3. „Help!“ (Ленън, Макартни) (алтернативна версия) – 5:23
4. „Hey Joe“ (Робъртс) (BBC Top Gear session) – 4:05
5. „Hush“ (Саут) (на живо по американска телевизия) – 3:53

## Състав
- Род Евънс – вокал
- Ричи Блекмор – китара
- Джон Лорд – орган, клавишни, беквокали
- Иън Пейс – барабани
- Ник Симпър – бас, беквокали